# Roulette (Rapper)

Avatar

Roulette (bürgerlich Okay Caliskan; * 28. Dezember 1975 in Hannover), auch bekannt unter dem Pseudonym Trukanak & Königskette Sosa, ist ein deutscher Rapper und Produzent aus Hannover, dessen Stil sich an Gangsta-Rap anlehnt. Neben seiner Tätigkeit als Musiker und Produzent war er auch Gründer der Musiklabels 24-7 RecordzZ, CrackHaus Records & Fick Dein Label beteiligt. Im Jahre 2003 kam sein Album „Asphalt ist kalt“ auf den Markt, welches über I Luv Money Records / CrackHaus Records erschien.

## Veröffentlichungen

### Alben
- 1999: DemotapezZ Pt.1 (MC, 24-7 Recordzz, Kan$a$BizZ ProductionszZ)
- 2003: Asphalt ist kalt (I Luv Money Records, Crackhaus, 24-7 Recordzz)
- 2005: Kanacken an den Ecken (als Kaisa Sosa, zusammen mit Killa D, Fick dein Label)
- 2007: Deutschlands Albtraum Vol.1 (als Königskette Sosa, Fick dein Label)
- 2019: Südnord (als Königskette Sosa, zusammen mit Kerka, Fick dein Label, Katakomben Records)

### Produktionen
- 2003: Diverse auf Orgi Pörnchen – Der Soundtrack von King Orgasmus One
- 2003: Frederick und Ich änder mich niemals auf Rap braucht kein Abitur von Bass Sultan Hengzt
- 2003: Diverse auf Fick mich … und halt dein Maul ! von King Orgasmus One
- 2004: Diverse auf Untergrund ungeschnitten von DJ Timop
- 2004: Nachtschicht von Kim G
- 2004: Main Leben von GPC
- 2005: Auf Chrom…mit Stock und Hut von GPC
- 2005: In den Straßen von 4.9.0 von 4.9.0 Clizzic
- 2006: Rap, Fame & Diamanten von Queen Katha
- 2006: Kriegstape von Aci Krank feat. Untergrundsoldaten
- 2006: Schicksal von Tarek Gee
- 2009: Jeder liebt sein Viertel (Kompilation)
- 2009: Deja Vu (Gastparts) von Schlafwandler
- 2015: GANG von Chaptaaay